# Juhar Mahiruddin

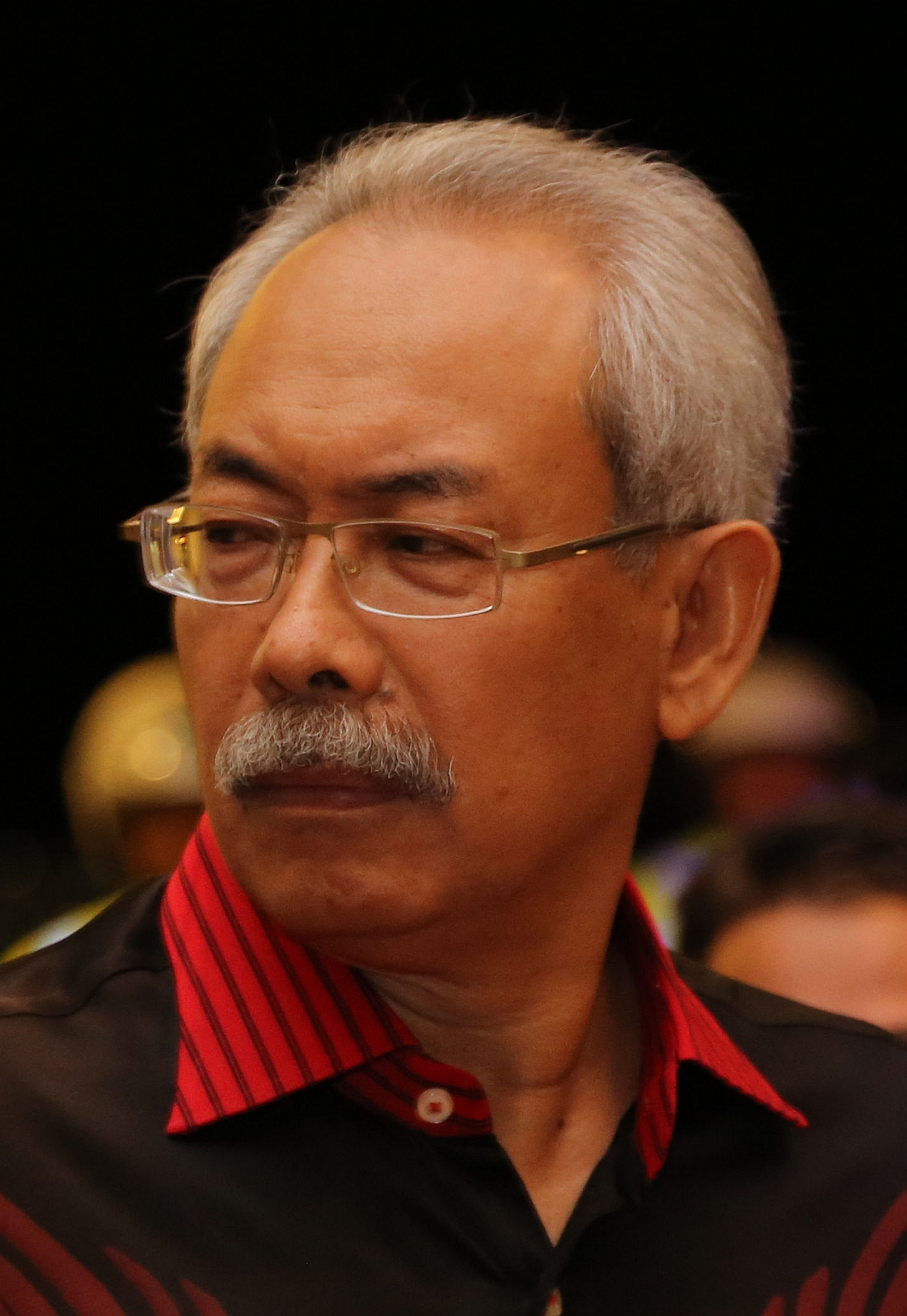
Juhar Mahiruddin

T.Y.T. Tun Datuk Seri Panglima Haji Juhar bin Haji Mahiruddin, SMN, SPDK, (* 5. November 1953 in Pulau Tambisan) ist ein malaysischer Politiker.
Juhar ist der amtierende 10. Yang di-Pertua Negeri Sabah, das zeremonielle Staatsoberhaupt des malaysischen Bundesstaats Sabah. Zuvor war er Mitglied des Dewan Rakyat und dessen stellvertretender Sprecher von 1990 bis 1999. Juhar ist ein Gründungsmitglied der Landesverbands Sabah der Partei United Malays National Organisation (UMNO).

## Leben
Juhar Mahiruddin wurde 1953 auf Tambisan Island, einer Insel vor der Küste der Sandakan Division in Sabah geboren.
Sein Vater, Mahiruddin Husin war ein Mitglied der damaligen United Sabah National Organisation (USNO).
Seine jüngere Schwester, Armani Mahiruddin, ist amtierende Vizepräsidentin des Dewan Negara.
1977 schloss er sein Studium an der Wolverhampton Polytechnic mit einem Bachelor of Laws ab und erhielt 1980 seine Zulassung als Rechtsanwalt bei der Anwaltskammer Lincoln’s Inn. Von 1981 bis 1982 arbeitete er im gehobenen Dienst der öffentlichen Verwaltung und danach als Selbständiger von 1982 bis 1985.

## Politische Karriere
Juhar trat der USNO bei, die zu dieser Zeit der Koalitionsregierung Barisan Nasional (BN) angehörte und nahm zweimal erfolglos am Wahlkampf teil, bevor es ihm gelang, bei den landesweiten Wahlen im Jahr 1990 für den Wahlkreis Kinabatangan ins malaysische Parlament einzuziehen. Er war Mitglied des Parlaments vom 21. Oktober 1990 bis zum 29. November 1999. Zu Beginn der Wahlperiode wurde er als Stellvertretender Sprecher des Parlaments gewählt und behielt dieses Amt während seiner gesamten Zeit als Parlamentarier bei.
Mit der USNO ging es seit 1976, als sie die Regierung an BERJAYA abgeben mussten, bergab. Die Partei wurde 1991 aufgelöst und Juhar war an den Verhandlungen beteiligt, die in der Implementierung der UMNO in die Parteienlandschaft von Sabah und der Aufnahme der ehemaligen USNO-Mitglieder in die UMNO gipfelten.
Bei den landesweiten Wahlen im Jahr 1999 durfte er nicht erneut kandidieren, aber er blieb weiterhin in der Politik tätig. Am 15. Dezember 2002 wurde er zum Sprecher der gesetzgebenden Versammlung von Sabah ernannt. Er behielt dieses Amt bis zum 31. Dezember 2010, als er durch Yang di-Pertuan Agong Tuanku Mizan Zainal Abidin zum 10. Yang di-Pertua Negeri Sabah ernannt wurde. Seine Vereidigung erfolgte am 1. Januar 2011.

## Privatleben
Juhar ist mit Norlidah R.M. Jasni verheiratet. Das Paar hat vier Kinder.

## Auszeichnungen und Ehrungen
Am 19. April 2011 wurde Juhar Mahiruddin vom Yang di-Pertuan Agong Tuanku Mizan Zainal Abidin mit dem Orden Seri Maharaja Mangku Negara (S.M.N.) ausgezeichnet. Die Verleihung beinhaltet das Recht, den Titel Tun zu führen und dem Namen voranzustellen.
Als Kanzler der Universiti Malaysia Sabah hat er formell die Leitung der Universität inne. Das Amt ist allerdings ein Ehrenamt; das hauptamtliche Management der Universität liegt in den Händen des Vize-Kanzlers.